# Masacre de Dendermonde
La Masacre de Dendermonde fue un ataque en una guardería en una villa en Sint-Gillis-bij-Dendermonde (a 30 km al norte de Bruselas) en Dendermonde, Bélgica, a las 10:00 a. m. CET (9:00 a. m. UTC) el 23 de enero de 2009. Tres personas fueron asesinadas, y doce fueron heridas durante el ataque.

## Ataque
Los hechos ocurrieron cuando un sujeto llamó al timbre del centro infantil alegando que tenía que hacer una pregunta. Una vez dentro de la guardería, en la que se encontraban 18 niños menores de 3 años y 6 cuidadoras, se lanzó armado con un cuchillo sobre las cunas de los bebés, que estaban durmiendo, y asesinó a dos de ellos. Al menos diez niños, todos menores de tres años, resultaron heridos de gravedad, y dos adultos más, fueron operados después de la agresión, consiguiéndose con ello estabilizarlos.
El doctor Ignace Demeyer, jefe de los servicios de emergencia del hospital Nuestra Señora, en la cercana Aalst, dijo que 10 niños heridos y dos trabajadores de la guardería fueron sometidos a cirugías en seis hospitales distintos. "Todos los niños tienen varias puñaladas en sus piernas, brazos, y por todo el cuerpo", expresó. También dijo que en el instante del ataque se encontraban 21 niños en la guardería, y que nueve de ellos resultaron ilesos.
En los informes iniciales de la televisión belga sugirió que cinco personas habían muerto y veinte habían resultado heridas, a diferencia de los funcionarios del gobierno que sólo habían confirmado la muerte de un adulto y un niño. Este número fue luego aumentado, cuando otro niño murió debido a las heridas que había sufrido. Los funcionarios del Gobierno identificaron al adulto como Marita Blindeman, de 54 años de edad, y el nombre de los niños, no mayores de dos años de edad.

## Perpetrador y arresto
El alcalde de Dendermonde, Piet Buyse, dijo, "Las víctimas están siendo atendidas, y los que no fueron heridos han sido llevados a un centro donde están recibiendo asesoramiento. Están en estado de shock... Todavía no sabemos quién es el atacante."
El perpetrador era un hombre de 20 años. Blandía un cuchillo de 20 centímetros y tenía la cara pintada de blanco con negro alrededor de los ojos, algo parecido al Joker de Batman. Según otras fuentes, el hombre tenía 28 años de edad y un historial psiquiátrico y judicial; estaba en estado de embriaguez y bajo la influencia de drogas.
 Tras la agresión, el atacante huyó en bicicleta y fue detenido a unos kilómetros por una patrulla de policía. Durante la detención, el hombre resultó herido y tuvo que ser ingresado en un hospital de la cercana ciudad de Aalst, aunque la Policía comenzó en seguida el interrogatorio con objeto de averiguar los motivos de su actuación. Fuentes cercanas a la investigación confirmaron que se reía de los agentes.
El primer ministro belga Herman Van Rompuy expresó sus condolencias diciendo; “El país está escandalizado y de luto por este acto abominable de violencia”.